# Dikboğaz, Eruh
Dikboğaz là một xã thuộc huyện Eruh, tỉnh Siirt, Thổ Nhĩ Kỳ. Dân số thời điểm năm 2008 là 848 người.